# De silence et d'amour
Pour plus de détails, voir Fiche technique et Distribution.
De silence et d'amour (No Greater Love) est un documentaire anglais réalisé par Michael Whyte, sorti en 2010.

## Synopsis
Ce documentaire propose de regarder la vie paisible du monastère de la Très-Sainte-Trinité de Notting Hill, la maison d'un ordre de religieuses carmélites cloîtrées.
Le film donne un aperçu unique d’un lieu où le matérialisme du monde moderne est rejeté, elles n’ont pas de télévision, de radio ou de journaux. Pendant un an, nous suivons la vie du monastère avec les rythmes quotidiens de l’office divin et du travail, une novice est consacrée professe et une des religieuses meurt. Bien qu'étant  principalement un film d’observation, ce film montre plusieurs entretiens offrant un éclairage sur leur vie, leur foi, leurs moments de doute et leur croyance en la puissance de la prière au cœur de la communauté.
Situé à Notting Hill au cœur de Londres, le monastère, fondé en 1878, est un foyer de l’Ordre du Carmel. Les religieuses mènent une vie de clôture consacrée à la prière et à la contemplation, quittant rarement le monastère sauf pour consulter un médecin ou un dentiste. Le silence est maintenu pendant toute la journée à l’exception de deux temps de loisir.
Michael Whyte est le seul réalisateur à avoir pu filmer à l’intérieur du monastère, après dix ans d’attente et de correspondance avec les sœurs. Le film est désormais accessible par DVD.

## Fiche technique
- Titre : De silence et d'amour
- Titre original : No Greater Love
- Réalisation : Michael Whyte
- Photographie : Michael Whyte
- Acteurs : Les sœurs du monastère de la Très Sainte Trinité, Notting Hill
- Production : Janine Marmot et Michael Whyte
- Société de production : Hot Property Films
- Société de distribution : Jupiter Films (film)
- Pays :  Royaume-Uni
- Genre : Documentaire
- Durée : 100 minutes
- Date de sortie : 
  - Royaume-Uni : 19 juin 2009 (Festival international du film d'Édimbourg)
  - Royaume-Uni : 9 avril 2010
  - France : 29 décembre 2010

## Réception
Le documentaire a reçu le prix du public au festival du film d'Édimbourg en 2009. Il a été présenté au festival de Cork en 2009 et au Britspotting du festival de Berlin en 2009. Il a reçu le grand prix du festival international du cinéma et religion en Italie.